# Liste der Kulturdenkmale in Berlin-Hakenfelde

Lage von Hakenfelde in Berlin

In der Liste der Kulturdenkmale von Hakenfelde sind die Kulturdenkmale des Berliner Ortsteils Hakenfelde im Bezirk Spandau aufgeführt. Sonstige Denkmäler (künstlerisch gestaltete Monumente bzw. Bauwerke zur Erinnerung) finden sich in der Liste Denkmäler in Spandau.

## Denkmalbereiche (Gesamtanlagen)
| Nr.      | Lage | Offizielle Bezeichnung                                                                                                | Beschreibung | Bild |
| -------- | --- | --- | --- | --- |
| 09012504 | Akazienweg 1–4 Aspenweg 6–14, 19–23 Birkenweg 1–3, 25–29 Buchenweg 3–13 Doehlweg 2/4 Eichenweg 1–22 Eschenweg 54/60, 72/74 Fichtenweg 58–101 Kastanienweg 1–2 Lindenweg 1–3 Tannenweg 1–58, 62–86 (Lage) | Waldsiedlung Hakenfelde                                                                                               | 1915–1917 von Arthur Wolff und Otto Weber, Erweiterung 1931 von Adolf Steil. Die Siedlung entstand, wie auch die aus derselben Zeit stammende Gartenstadt Staaken, für die Beschäftigten der Spandauer Rüstungsfabriken und ist ein frühes repräsentatives Beispiel für die Gartenstadtbewegung. Bis 1917 wurden hier 157 Einfamilienhäuser – überwiegend als zweigeschossige Reihenhäuser mit hohem Satteldach – erbaut. Die traufständigen Reihenhausfronten werden durch wiederholte Giebelfassaden aufgelockert. Weitere Fotos und Baupläne in Berliner Architekturwelt von 1919. (siehe auch Gartendenkmal Waldsiedlung Hakenfelde) | 1915–1917 von Arthur Wolff und Otto Weber, Erweiterung 1931 von Adolf Steil. Die Siedlung entstand, wie auch die aus derselben Zeit stammende Gartenstadt Staaken, für die Beschäftigten der Spandauer Rüstungsfabriken und ist ein frühes repräsentatives Beispiel für die Gartenstadtbewegung. Bis 1917 wurden hier 157 Einfamilienhäuser – überwiegend als zweigeschossige Reihenhäuser mit hohem Satteldach – erbaut. Die traufständigen Reihenhausfronten werden durch wiederholte Giebelfassaden aufgelockert. Weitere Fotos und Baupläne in Berliner Architekturwelt von 1919. (siehe auch Gartendenkmal Waldsiedlung Hakenfelde) |
| 09012504 | Akazienweg 1–4 Aspenweg 6–14, 19–23 Birkenweg 1–3, 25–29 Buchenweg 3–13 Doehlweg 2/4 Eichenweg 1–22 Eschenweg 54/60, 72/74 Fichtenweg 58–101 Kastanienweg 1–2 Lindenweg 1–3 Tannenweg 1–58, 62–86 (Lage) | Waldsiedlung Hakenfelde                                                                                               | 3 Zweifamilienhäuser am Akazienweg (1–4) und Eschenweg (54/56) | Foto |
| 09012504 | Akazienweg 1–4 Aspenweg 6–14, 19–23 Birkenweg 1–3, 25–29 Buchenweg 3–13 Doehlweg 2/4 Eichenweg 1–22 Eschenweg 54/60, 72/74 Fichtenweg 58–101 Kastanienweg 1–2 Lindenweg 1–3 Tannenweg 1–58, 62–86 (Lage) | Waldsiedlung Hakenfelde                                                                                               | 4 Mehrfamilienhäuser an Eschenweg (58/74) und Aspenweg (6–8) | |
| 09012504 | Akazienweg 1–4 Aspenweg 6–14, 19–23 Birkenweg 1–3, 25–29 Buchenweg 3–13 Doehlweg 2/4 Eichenweg 1–22 Eschenweg 54/60, 72/74 Fichtenweg 58–101 Kastanienweg 1–2 Lindenweg 1–3 Tannenweg 1–58, 62–86 (Lage) | Waldsiedlung Hakenfelde                                                                                               | Wohn- und Geschäftshaus am Birkenweg (25–27) | |
| 09012504 | Akazienweg 1–4 Aspenweg 6–14, 19–23 Birkenweg 1–3, 25–29 Buchenweg 3–13 Doehlweg 2/4 Eichenweg 1–22 Eschenweg 54/60, 72/74 Fichtenweg 58–101 Kastanienweg 1–2 Lindenweg 1–3 Tannenweg 1–58, 62–86 (Lage) | Waldsiedlung Hakenfelde                                                                                               | Wohnzeile am Birkenweg (2–3) | |
| 09012504 | Akazienweg 1–4 Aspenweg 6–14, 19–23 Birkenweg 1–3, 25–29 Buchenweg 3–13 Doehlweg 2/4 Eichenweg 1–22 Eschenweg 54/60, 72/74 Fichtenweg 58–101 Kastanienweg 1–2 Lindenweg 1–3 Tannenweg 1–58, 62–86 (Lage) | Waldsiedlung Hakenfelde                                                                                               | Mehrfamilienhaus am Buchenweg (3–4) | |
| 09012504 | Akazienweg 1–4 Aspenweg 6–14, 19–23 Birkenweg 1–3, 25–29 Buchenweg 3–13 Doehlweg 2/4 Eichenweg 1–22 Eschenweg 54/60, 72/74 Fichtenweg 58–101 Kastanienweg 1–2 Lindenweg 1–3 Tannenweg 1–58, 62–86 (Lage) | Waldsiedlung Hakenfelde                                                                                               | Mehrfamilienhaus am Buchenweg (5–13) | Foto |
| 09012504 | Akazienweg 1–4 Aspenweg 6–14, 19–23 Birkenweg 1–3, 25–29 Buchenweg 3–13 Doehlweg 2/4 Eichenweg 1–22 Eschenweg 54/60, 72/74 Fichtenweg 58–101 Kastanienweg 1–2 Lindenweg 1–3 Tannenweg 1–58, 62–86 (Lage) | Waldsiedlung Hakenfelde                                                                                               | 2 Wohnzeilen am Eichenweg (1–22) | Foto |
| 09012504 | Akazienweg 1–4 Aspenweg 6–14, 19–23 Birkenweg 1–3, 25–29 Buchenweg 3–13 Doehlweg 2/4 Eichenweg 1–22 Eschenweg 54/60, 72/74 Fichtenweg 58–101 Kastanienweg 1–2 Lindenweg 1–3 Tannenweg 1–58, 62–86 (Lage) | Waldsiedlung Hakenfelde                                                                                               | Wohnhof am Tannenweg (30–52) | |
| 09012504 | Akazienweg 1–4 Aspenweg 6–14, 19–23 Birkenweg 1–3, 25–29 Buchenweg 3–13 Doehlweg 2/4 Eichenweg 1–22 Eschenweg 54/60, 72/74 Fichtenweg 58–101 Kastanienweg 1–2 Lindenweg 1–3 Tannenweg 1–58, 62–86 (Lage) | Waldsiedlung Hakenfelde                                                                                               | Einstöckige Reihenhäuser am Tannenweg (24–29, 53–58) | Foto |
| 09012504 | Akazienweg 1–4 Aspenweg 6–14, 19–23 Birkenweg 1–3, 25–29 Buchenweg 3–13 Doehlweg 2/4 Eichenweg 1–22 Eschenweg 54/60, 72/74 Fichtenweg 58–101 Kastanienweg 1–2 Lindenweg 1–3 Tannenweg 1–58, 62–86 (Lage) | Waldsiedlung Hakenfelde                                                                                               | Zurückgesetzte Reihenhäuser am Tannenweg (69–77) | |
| 09012504 | Akazienweg 1–4 Aspenweg 6–14, 19–23 Birkenweg 1–3, 25–29 Buchenweg 3–13 Doehlweg 2/4 Eichenweg 1–22 Eschenweg 54/60, 72/74 Fichtenweg 58–101 Kastanienweg 1–2 Lindenweg 1–3 Tannenweg 1–58, 62–86 (Lage) | Waldsiedlung Hakenfelde                                                                                               | 5 Wohnzeilen am Tannenweg (1–23, 62–68, 78–86) | Foto |
| 09012504 | Akazienweg 1–4 Aspenweg 6–14, 19–23 Birkenweg 1–3, 25–29 Buchenweg 3–13 Doehlweg 2/4 Eichenweg 1–22 Eschenweg 54/60, 72/74 Fichtenweg 58–101 Kastanienweg 1–2 Lindenweg 1–3 Tannenweg 1–58, 62–86 (Lage) | Waldsiedlung Hakenfelde                                                                                               | 2 Wohnzeilen am Fichtenweg (58–75) | |
| 09012504 | Akazienweg 1–4 Aspenweg 6–14, 19–23 Birkenweg 1–3, 25–29 Buchenweg 3–13 Doehlweg 2/4 Eichenweg 1–22 Eschenweg 54/60, 72/74 Fichtenweg 58–101 Kastanienweg 1–2 Lindenweg 1–3 Tannenweg 1–58, 62–86 (Lage) | Waldsiedlung Hakenfelde                                                                                               | 3 Wohnzeilen am Fichtenweg (76–99) | |
| 09012504 | Akazienweg 1–4 Aspenweg 6–14, 19–23 Birkenweg 1–3, 25–29 Buchenweg 3–13 Doehlweg 2/4 Eichenweg 1–22 Eschenweg 54/60, 72/74 Fichtenweg 58–101 Kastanienweg 1–2 Lindenweg 1–3 Tannenweg 1–58, 62–86 (Lage) | Waldsiedlung Hakenfelde                                                                                               | Hotel Waldschänke | Foto |
| 09012504 | Akazienweg 1–4 Aspenweg 6–14, 19–23 Birkenweg 1–3, 25–29 Buchenweg 3–13 Doehlweg 2/4 Eichenweg 1–22 Eschenweg 54/60, 72/74 Fichtenweg 58–101 Kastanienweg 1–2 Lindenweg 1–3 Tannenweg 1–58, 62–86 (Lage) | Waldsiedlung Hakenfelde                                                                                               | 2 Wohnzeilen am Kastanienweg (1–2) und Aspenweg (13–14) | |
| 09012504 | Akazienweg 1–4 Aspenweg 6–14, 19–23 Birkenweg 1–3, 25–29 Buchenweg 3–13 Doehlweg 2/4 Eichenweg 1–22 Eschenweg 54/60, 72/74 Fichtenweg 58–101 Kastanienweg 1–2 Lindenweg 1–3 Tannenweg 1–58, 62–86 (Lage) | Waldsiedlung Hakenfelde                                                                                               | 2 Wohnzeilen am Lindenweg (1–3) und Aspenweg (9–10) | |
| 09012504 | Akazienweg 1–4 Aspenweg 6–14, 19–23 Birkenweg 1–3, 25–29 Buchenweg 3–13 Doehlweg 2/4 Eichenweg 1–22 Eschenweg 54/60, 72/74 Fichtenweg 58–101 Kastanienweg 1–2 Lindenweg 1–3 Tannenweg 1–58, 62–86 (Lage) | Waldsiedlung Hakenfelde                                                                                               | Zweifamilienhaus am Aspenweg (11–12) | Foto |
| 09012504 | Akazienweg 1–4 Aspenweg 6–14, 19–23 Birkenweg 1–3, 25–29 Buchenweg 3–13 Doehlweg 2/4 Eichenweg 1–22 Eschenweg 54/60, 72/74 Fichtenweg 58–101 Kastanienweg 1–2 Lindenweg 1–3 Tannenweg 1–58, 62–86 (Lage) | Waldsiedlung Hakenfelde                                                                                               | 3 Backsteinbauten am Aspenweg (19–23) und Doehlweg (1/3), 1931 von Adolf Steil | Foto |
| 09080543 | Eiswerderstraße 1/5, 9, 9G Neuendorfer Straße 31–37 (Lage) | Siedlung des Feuerwerkslaboratoriums mit Direktionsgebäude, Arbeiterwohnhäusern, Dienstwohngebäuden und Nebengebäuden | Direktionsgebäude, 1874–1876 | Foto |
| 09080543 | Eiswerderstraße 1/5, 9, 9G Neuendorfer Straße 31–37 (Lage) | Siedlung des Feuerwerkslaboratoriums mit Direktionsgebäude, Arbeiterwohnhäusern, Dienstwohngebäuden und Nebengebäuden | 3 Wohnhäuser des ehemaligen Feuerwerkslaboratoriums (straßenseitig) | Foto |
| 09080543 | Eiswerderstraße 1/5, 9, 9G Neuendorfer Straße 31–37 (Lage) | Siedlung des Feuerwerkslaboratoriums mit Direktionsgebäude, Arbeiterwohnhäusern, Dienstwohngebäuden und Nebengebäuden | Wohnhaus (Eiswerder Straße), um 1874–1876 | Foto |
| 09080543 | Eiswerderstraße 1/5, 9, 9G Neuendorfer Straße 31–37 (Lage) | Siedlung des Feuerwerkslaboratoriums mit Direktionsgebäude, Arbeiterwohnhäusern, Dienstwohngebäuden und Nebengebäuden | Remise | Foto |
| 09080543 | Eiswerderstraße 1/5, 9, 9G Neuendorfer Straße 31–37 (Lage) | Siedlung des Feuerwerkslaboratoriums mit Direktionsgebäude, Arbeiterwohnhäusern, Dienstwohngebäuden und Nebengebäuden | Wohnhaus (wasserseitig) | Foto |
| 09080544 | Eiswerderstraße 14, 16–19D, 21, 23 (Lage) | Produktionsgebäude des ehem. Feuerwerkslaboratoriums                                                                  | Produktionshalle, um 1870 – vor 1918 | Foto |
| 09080544 | Eiswerderstraße 14, 16–19D, 21, 23 (Lage) | Produktionsgebäude des ehem. Feuerwerkslaboratoriums                                                                  | Heizhaus | Foto |
| 09080544 | Eiswerderstraße 14, 16–19D, 21, 23 (Lage) | Produktionsgebäude des ehem. Feuerwerkslaboratoriums                                                                  | Produktionsgebäude östlich der Halle | Foto |
| 09080544 | Eiswerderstraße 14, 16–19D, 21, 23 (Lage) | Produktionsgebäude des ehem. Feuerwerkslaboratoriums                                                                  | 2 südliche Produktionsgebäude mit Verbindungsbrücke | Foto |
| 09080544 | Eiswerderstraße 14, 16–19D, 21, 23 (Lage) | Produktionsgebäude des ehem. Feuerwerkslaboratoriums                                                                  | Produktionsgebäude nördlich des Silos | Foto |
| 09080544 | Eiswerderstraße 14, 16–19D, 21, 23 (Lage) | Produktionsgebäude des ehem. Feuerwerkslaboratoriums                                                                  | nördliches Produktionsgebäude | Foto |
| 09080544 | Eiswerderstraße 14, 16–19D, 21, 23 (Lage) | Produktionsgebäude des ehem. Feuerwerkslaboratoriums                                                                  | nordöstliches Produktionsgebäude | Foto |
| 09080544 | Eiswerderstraße 14, 16–19D, 21, 23 (Lage) | Produktionsgebäude des ehem. Feuerwerkslaboratoriums                                                                  | Produktionsgebäude an der Eiswerderstraße | Foto |
| 09085738 | Hugo-Cassirer-Straße 40/44 Hans-Poelzig-Straße 20 Poelzigpark Sigmund-Bergman-Straße (Lage) | ehem. Märkische Kabelwerke & Kabelwerk Dr. Cassirer und Co. AG                                                        | Werkshalle mit Lager- und Verwaltungstrakt, 1928–1929 von Hans Poelzig | Ostseite des Büroflügels · Südseite des Werktrakts |
| 09085738 | Hugo-Cassirer-Straße 40/44 Hans-Poelzig-Straße 20 Poelzigpark Sigmund-Bergman-Straße (Lage) | ehem. Märkische Kabelwerke & Kabelwerk Dr. Cassirer und Co. AG                                                        | Pförtnerhaus und Einfriedungsmauern | Pförtnergebäude und Reste der Einfriedung |
| 09085738 | Hugo-Cassirer-Straße 40/44 Hans-Poelzig-Straße 20 Poelzigpark Sigmund-Bergman-Straße (Lage) | ehem. Märkische Kabelwerke & Kabelwerk Dr. Cassirer und Co. AG                                                        | 1896 gründete der Chemiker Hugo Cassirer in Berlin eine Fabrik für isolierte Leitungen. Schon bald expandierte die Firma und fand in Spandau ein verkehrsgünstig gelegenes Grundstück an der Havel zum Bau eines neuen Kabelwerks. Während der NS-Zeit wurde die jüdische Familie Cassirer enteignet, das Werk von der Firma Siemens übernommen und in Märkische Kabelwerke AG umbenannt. 1967 ging die Firma in die Bergmann Kabelwerke AG auf. 1993 wurde der Betrieb eingestellt. Als Quartier Havelspitze ist das Gebiet der Maselake-Halbinsel im Rahmen des städtebaulichen Entwicklungsprojekts Wasserstadt Oberhavel zu einem Wohn- und Geschäftsquartier umgestaltet worden. Poelzigs Halle wurde 2000/01 denkmalgerecht saniert und sollte mit 11.000 Quadratmeter Nutzfläche Platz für Gewerbe und Einzelhandel schaffen. Die Pläne zur Unterbringung eines Supermarktes konnten nicht verwirklicht werden. Stattdessen nutzt die Stiftung Stadtmuseum Berlin den Standort seit 2004 für Büros und Werkstätten. Die verbliebenen Teile der Umgrenzungsmauer und das Pförtnergebäude wurden in den Poelzigpark integriert. Im Pförtnergebäude befindet sich nach einer Restaurierung im Jahr 2007 ein kleines Café. | |
| 09080551 | Neuendorfer Straße 25 Brauereihof 1, 6, 17, 19 Frieda-Arnheim-Promenade 7–14 (Lage) | Schultheiss-Patzenhofer-Brauerei                                                                                      | Alte Mälzerei mit Darre, 4. Viertel 19. Jh. von Hermann Dernburg | |
| 09080551 | Neuendorfer Straße 25 Brauereihof 1, 6, 17, 19 Frieda-Arnheim-Promenade 7–14 (Lage) | Schultheiss-Patzenhofer-Brauerei                                                                                      | Altes Sudhaus und altes Maschinenhaus, um 1910, Umbau 1927–1928 | Ehemaliges altes Sudhaus und Maschinenhaus |
| 09080551 | Neuendorfer Straße 25 Brauereihof 1, 6, 17, 19 Frieda-Arnheim-Promenade 7–14 (Lage) | Schultheiss-Patzenhofer-Brauerei                                                                                      | Kellereigebäude, um 1900, um 1910, 1927 | |
| 09080551 | Neuendorfer Straße 25 Brauereihof 1, 6, 17, 19 Frieda-Arnheim-Promenade 7–14 (Lage) | Schultheiss-Patzenhofer-Brauerei                                                                                      | Werkstättengebäude, um 1910 | |
| 09080551 | Neuendorfer Straße 25 Brauereihof 1, 6, 17, 19 Frieda-Arnheim-Promenade 7–14 (Lage) | Schultheiss-Patzenhofer-Brauerei                                                                                      | Neues Sud- und Maschinenhaus, 1927–1928 | Südecke des ehemaligen Betriebsgebäudes |
| 09080551 | Neuendorfer Straße 25 Brauereihof 1, 6, 17, 19 Frieda-Arnheim-Promenade 7–14 (Lage) | Schultheiss-Patzenhofer-Brauerei                                                                                      | Kesselhaus, 1928 | |
| 09080551 | Neuendorfer Straße 25 Brauereihof 1, 6, 17, 19 Frieda-Arnheim-Promenade 7–14 (Lage) | Schultheiss-Patzenhofer-Brauerei                                                                                      | Torgebäude, um 1925 | |
| 09080551 | Neuendorfer Straße 25 Brauereihof 1, 6, 17, 19 Frieda-Arnheim-Promenade 7–14 (Lage) | Schultheiss-Patzenhofer-Brauerei                                                                                      | Verwaltungsgebäude, 1927–1928 von Hermann Dernburg | |
| 09080551 | Neuendorfer Straße 25 Brauereihof 1, 6, 17, 19 Frieda-Arnheim-Promenade 7–14 (Lage) | Schultheiss-Patzenhofer-Brauerei                                                                                      | Einfriedung entlang der Neuendorfer Straße | |
| 09080551 | Neuendorfer Straße 25 Brauereihof 1, 6, 17, 19 Frieda-Arnheim-Promenade 7–14 (Lage) | Schultheiss-Patzenhofer-Brauerei                                                                                      | 1873 kaufte der Spandauer Brauer Emil Leue das Grundstück an der Havel, welches zuvor als Holzlagerplatz genutzt wurde und gründete dort die Leue’sche Brauerei, die er 1897 an die Patzenhofer AG (später Schultheiss) verkaufte. Bis 1928 fanden umfangreiche Umbauten und Erweiterungen statt. Der Betrieb wurde 1992 eingestellt und das Areal mit der Entwicklung der Wasserstadt Oberhavel zwischen 1996 und 2001 durch das Pariser Architekturbüro Reichen et Robert in ein Wohn- und Geschäftsquartier umgestaltet. Das Betriebsgebäude an der Havelseite wird als Seniorenresidenz genutzt. In der alten Mälzerei und dem Sudhaus befinden sich Wohnungen und ein Gastronomiebetrieb. Das zentrale Werkstättengebäude und das Verwaltungsgebäude wurden von 2000 bis 2004 umgestaltet und umfassen ein Gesundheitszentrum, eine Apotheke sowie ein Wellnesshotel. Im Torgebäude an der Neuendorfer Straße befindet sich heute eine Kindertagesstätte. Weitere historische Fotos im Bildindex der Kunst und Architektur. | |
| 09085851 | Schönwalder Allee 26 (Lage) | Evangelisches Johannesstift Spandau                                                                                   | Stiftskirche, 1907–1910 von Herrmann Solf & Wichards, Otto Kuhlmann | Stiftskirche |
| 09085851 | Schönwalder Allee 26 (Lage) | Evangelisches Johannesstift Spandau                                                                                   | Großer Festsaal | |
| 09085851 | Schönwalder Allee 26 (Lage) | Evangelisches Johannesstift Spandau                                                                                   | Gemeinschaftshaus mit Kantine | |
| 09085851 | Schönwalder Allee 26 (Lage) | Evangelisches Johannesstift Spandau                                                                                   | Abort | |
| 09085851 | Schönwalder Allee 26 (Lage) | Evangelisches Johannesstift Spandau                                                                                   | Amalie-Sieveking Haus | |
| 09085851 | Schönwalder Allee 26 (Lage) | Evangelisches Johannesstift Spandau                                                                                   | Gustav-Werner-Haus | Stiftskirche |
| 09085851 | Schönwalder Allee 26 (Lage) | Evangelisches Johannesstift Spandau                                                                                   | Kurt-Scharf-Haus | |
| 09085851 | Schönwalder Allee 26 (Lage) | Evangelisches Johannesstift Spandau                                                                                   | Friedrich-von-Bodelschwingh-Haus | |
| 09085851 | Schönwalder Allee 26 (Lage) | Evangelisches Johannesstift Spandau                                                                                   | Haus der Schwestern und Brüder | |
| 09085851 | Schönwalder Allee 26 (Lage) | Evangelisches Johannesstift Spandau                                                                                   | Alter Quellenhof | |
| 09085851 | Schönwalder Allee 26 (Lage) | Evangelisches Johannesstift Spandau                                                                                   | Matthias-Claudius-Haus | |
| 09085851 | Schönwalder Allee 26 (Lage) | Evangelisches Johannesstift Spandau                                                                                   | Schwimmhalle | |
| 09085851 | Schönwalder Allee 26 (Lage) | Evangelisches Johannesstift Spandau                                                                                   | Luther-Haus | |
| 09085851 | Schönwalder Allee 26 (Lage) | Evangelisches Johannesstift Spandau                                                                                   | Melanchton-Haus | |
| 09085851 | Schönwalder Allee 26 (Lage) | Evangelisches Johannesstift Spandau                                                                                   | Janusz-Korczak-Haus | |
| 09085851 | Schönwalder Allee 26 (Lage) | Evangelisches Johannesstift Spandau                                                                                   | Jochen-Klepper-Haus | |
| 09085851 | Schönwalder Allee 26 (Lage) | Evangelisches Johannesstift Spandau                                                                                   | Christine-Bourbeck-Haus | |
| 09085851 | Schönwalder Allee 26 (Lage) | Evangelisches Johannesstift Spandau                                                                                   | Wilhelm-Philipps-Haus | |
| 09085851 | Schönwalder Allee 26 (Lage) | Evangelisches Johannesstift Spandau                                                                                   | Francke-Haus | |
| 09085851 | Schönwalder Allee 26 (Lage) | Evangelisches Johannesstift Spandau                                                                                   | Spener-Haus | |
| 09085851 | Schönwalder Allee 26 (Lage) | Evangelisches Johannesstift Spandau                                                                                   | Ernst-Barlach-Haus | |
| 09085851 | Schönwalder Allee 26 (Lage) | Evangelisches Johannesstift Spandau                                                                                   | Pförtnerhaus | |
| 09085851 | Schönwalder Allee 26 (Lage) | Evangelisches Johannesstift Spandau                                                                                   | Pniel-Haus | |
| 09085851 | Schönwalder Allee 26 (Lage) | Evangelisches Johannesstift Spandau                                                                                   | Alte Bäckerei | |
| 09085851 | Schönwalder Allee 26 (Lage) | Evangelisches Johannesstift Spandau                                                                                   | Stephanus Werkstätten | |
| 09085851 | Schönwalder Allee 26 (Lage) | Evangelisches Johannesstift Spandau                                                                                   | Tischlerei mit Nebengebäude | |
| 09085851 | Schönwalder Allee 26 (Lage) | Evangelisches Johannesstift Spandau                                                                                   | Pferdestall | |
| 09085851 | Schönwalder Allee 26 (Lage) | Evangelisches Johannesstift Spandau                                                                                   | Stiftsgarten | Stiftskirche |
| 09085851 | Schönwalder Allee 26 (Lage) | Evangelisches Johannesstift Spandau                                                                                   | Karpfenteich | |
| 09080552 | Streitstraße 6–14, 16 Am Maselakepark 8/16, 44 (Lage) | Siemens-Luftfahrtgerätewerk                                                                                           | Hauptgebäude, 1939–1941 von Hans Hertlein | Foto |
| 09080552 | Streitstraße 6–14, 16 Am Maselakepark 8/16, 44 (Lage) | Siemens-Luftfahrtgerätewerk                                                                                           | Einfriedung mit Toranlagen und Kiosken | |
| 09080552 | Streitstraße 6–14, 16 Am Maselakepark 8/16, 44 (Lage) | Siemens-Luftfahrtgerätewerk                                                                                           | Pförtnerhaus | |
| 09080552 | Streitstraße 6–14, 16 Am Maselakepark 8/16, 44 (Lage) | Siemens-Luftfahrtgerätewerk                                                                                           | Casino | |
| 09080552 | Streitstraße 6–14, 16 Am Maselakepark 8/16, 44 (Lage) | Siemens-Luftfahrtgerätewerk                                                                                           | Werkshalle | |
| 09080552 | Streitstraße 6–14, 16 Am Maselakepark 8/16, 44 (Lage) | Siemens-Luftfahrtgerätewerk                                                                                           | Lagerhalle | |
| 09080552 | Streitstraße 6–14, 16 Am Maselakepark 8/16, 44 (Lage) | Siemens-Luftfahrtgerätewerk                                                                                           | Lagerhaus | |
| 09080552 | Streitstraße 6–14, 16 Am Maselakepark 8/16, 44 (Lage) | Siemens-Luftfahrtgerätewerk                                                                                           | Garagen | |
| 09080552 | Streitstraße 6–14, 16 Am Maselakepark 8/16, 44 (Lage) | Siemens-Luftfahrtgerätewerk                                                                                           | westliche Baracke | |
| 09080552 | Streitstraße 6–14, 16 Am Maselakepark 8/16, 44 (Lage) | Siemens-Luftfahrtgerätewerk                                                                                           | östliche Baracke | |
| 09080552 | Streitstraße 6–14, 16 Am Maselakepark 8/16, 44 (Lage) | Siemens-Luftfahrtgerätewerk                                                                                           | Hafengebäude | |
| 09080552 | Streitstraße 6–14, 16 Am Maselakepark 8/16, 44 (Lage) | Denkmalverlust: Kesselhaus mit Schornstein                                                                            | Abriss nach 2001 | |
| 09080553 | Streitstraße 61–63 Michelstadter Weg 33–45 Reußstraße 2/20 Schwendyweg 32/46 (Lage) | Siedlung | 2 Wohnriegel (dreistöckig), 1931–1936 von Adolf Steil | Foto |
| 09080553 | Streitstraße 61–63 Michelstadter Weg 33–45 Reußstraße 2/20 Schwendyweg 32/46 (Lage) | Siedlung | Wohnriegel (vierstöckig) | Foto |
| 09080554 | Streitstraße 63A–73 Amorbacher Weg 4–12 Michelstadter Weg 1–30, 32 Reußstraße 1/21 Schwendyweg 1–10, 12/24 Wansdorfer Platz 1–21 Wansdorfer Steig 8–15 Wegscheider Straße 19–32 (Lage)                   | Siedlung der Charlottenburger Baugenossenschaft                                                                       | 4 Wohnzeilen (dreistöckig), 1926–1929 von Erich Glas | |
| 09080554 | Streitstraße 63A–73 Amorbacher Weg 4–12 Michelstadter Weg 1–30, 32 Reußstraße 1/21 Schwendyweg 1–10, 12/24 Wansdorfer Platz 1–21 Wansdorfer Steig 8–15 Wegscheider Straße 19–32 (Lage)                   | Siedlung der Charlottenburger Baugenossenschaft                                                                       | Wohnzeilen (vierstöckig) | Foto |
| 09080554 | Streitstraße 63A–73 Amorbacher Weg 4–12 Michelstadter Weg 1–30, 32 Reußstraße 1/21 Schwendyweg 1–10, 12/24 Wansdorfer Platz 1–21 Wansdorfer Steig 8–15 Wegscheider Straße 19–32 (Lage)                   | Siedlung der Charlottenburger Baugenossenschaft                                                                       | Wohnzeile (fünfstöckig) | |

## Baudenkmale
| Nr.      | Lage                                                  | Offizielle Bezeichnung                                                  | Beschreibung | Bild                                                     |
| -------- | ----------------------------------------------------- | ----------------------------------------------------------------------- | --- | -------------------------------------------------------- |
| 09080560 | Eiswerderstraße (Lage)                                | Eiswerderbrücke                                                         | 1901–1903 von Richter (Garnison-Bauinspektor) und Neubert (Regierungs-Baumeister), 1945 durch deutsche Truppen gesprengt und 1958 wiederaufgebaut. | Eiswerderbrücke                                          |
| 09080560 | Eiswerderstraße (Lage)                                | Eiswerderbrücke                                                         | Ende des 19. Jahrhunderts arbeiteten bereits etwa 2000 Beamte im Feuerwerkslaboratorium auf der Insel Eiswerder und mussten täglich mittels Dampfschiffe über die Havel übergesetzt werden. Daher plante die Heeresverwaltung an dieser Stelle schon länger einen Brückenbau, was wegen schwieriger Untergrundverhältnisse aber immer wieder verschoben wurde. 1900 wurde ein Wettbewerb zum Bau der Brücke ausgeschrieben, für den die Brückenbaufirma Harkort aus Duisburg den Zuschlag mit dem Entwurf einer Fachwerkbogenbrücke bekam. Der Bau wurde im August 1901 begonnen und am 15. Mai 1903 fertiggestellt. |                                                          |
| 09080557 | Eiswerderstraße 13 (Lage)                             | Verwaltungsgebäude der Feuerwerkslaboratorien, Gottlob-Münsinger-Schule | 1893–1894 als Mannschaftsunterkunft für Pioniertruppen erbaut und später als Verwaltungsgebäude genutzt. Zwischen 1945 und 2006 befand sich hier die Gottlob-Münsinger-Oberschule | Foto                                                     |
| 09080557 | Eiswerderstraße 13 (Lage)                             | Verwaltungsgebäude der Feuerwerkslaboratorien, Gottlob-Münsinger-Schule | In den 1970er-Jahren wurden in der Schule Binnenschiffer und Schiffsbauer ausgebildet. 2010–2011 wurde das Gebäude zur gewerblichen Nutzung umgebaut und saniert. Seitdem wird es für Ateliers, Büros, Werkstätten und Veranstaltungsräume genutzt. |                                                          |
| 09080558 | Eiswerderstraße 20 (Lage)                             | Getreidesilo (Reichstypenspeicher) mit Löschturm                        | 1938–1939 von Wiemer&Trachte mit Erich Kitzing | Foto                                                     |
| 09080558 | Eiswerderstraße 20 (Lage)                             | Getreidesilo (Reichstypenspeicher) mit Löschturm                        | Löschturm | Foto                                                     |
| 09080559 | Eiswerderstraße 22 (Lage)                             | Pförtnerhaus                                                            | um 1890, heute Restaurant | Foto                                                     |
| 09080579 | Erna-Koschwitz-Weg 10 Parzellen 41–43 (Lage)          | Siedlerlaube, Wochenendsiedlung Am Fährweg                              | 1936 von Erna Koschwitz, Erweiterung zum Kleinwohnhaus / Behelfsheim, 1948 von Witzel und Fischer |                                                          |
| 09080579 | Erna-Koschwitz-Weg 10 Parzellen 41–43 (Lage)          | Siedlerlaube, Wochenendsiedlung Am Fährweg                              | Einfriedung (ein Zaunpfahl mit Briefkasten) |                                                          |
| 09080573 | Neuendorfer Straße 58–61 (Lage)                       | Ev. Kinderheim Sonnenhof                                                | 1905–1906 von Johann Makowka | Foto                                                     |
| 09080573 | Neuendorfer Straße 58–61 (Lage)                       | Ev. Kinderheim Sonnenhof                                                | 1894 gründete der Spandauer Pfarrer Alexander Spengler den Verein für Kinderhort Spandau-Neustadt zur Hilfe in Not geratener Arbeiterkinder. Mit finanzieller Unterstützung des Kaisers Wilhelm II. konnte der Verein 1905/06 ein eigenes Gebäude mit dem Namen Sonnenhof Kaiser Wilhelm II. errichten. 1930 wurde der Sonnenhof um ein Seitengebäude für Hort, Kindergarten und Hausmeisterwohnung erweitert, welches 1944 durch Bomben zerstört wurde. Das beschädigte Hauptgebäude wurde wiederhergestellt und 1961 umfänglich modernisiert. Bis heute wird das Haus durch den Verein Evangelisches Kinderheim Sonnenhof genutzt. Das Ziegelgebäude setzt sich aus einem dreigeschossigen Haupttrakt und einem viergeschossigen Quertrakt mit breiten, risalitartigen Vorbauten zusammen. Auf die Vorbauten sind schmuckvolle Staffelgiebel im Stil der Backsteingotik aufgesetzt. |                                                          |
| 09080574 | Niederneuendorfer Allee 12–16 Werderstraße 1/3 (Lage) | Schützenhaus Spandau                                                    | Vereinshaus, um 1911–1912 von Friedrich Paul | Foto                                                     |
| 09080574 | Niederneuendorfer Allee 12–16 Werderstraße 1/3 (Lage) | Schützenhaus Spandau                                                    | Wirtschaftsgebäude |                                                          |
| 09080574 | Niederneuendorfer Allee 12–16 Werderstraße 1/3 (Lage) | Schützenhaus Spandau                                                    | Wohnhaus |                                                          |
| 09080574 | Niederneuendorfer Allee 12–16 Werderstraße 1/3 (Lage) | Schützenhaus Spandau                                                    | Pavillon |                                                          |
| 09080574 | Niederneuendorfer Allee 12–16 Werderstraße 1/3 (Lage) | Schützenhaus Spandau                                                    | Musikpavillon |                                                          |
| 09080574 | Niederneuendorfer Allee 12–16 Werderstraße 1/3 (Lage) | Schützenhaus Spandau                                                    | Einfriedung |                                                          |
| 09080574 | Niederneuendorfer Allee 12–16 Werderstraße 1/3 (Lage) | Schützenhaus Spandau                                                    | Statue (Schütze) |                                                          |
| 09080575 | Parkstraße 11–13, 18–20 (Lage)                        | Stückgutspeicher und Getreidebodenspeicher des Heeresverpflegungsamtes  | um 1939–1941 von Rudolf Klar | Foto                                                     |
| 09080576 | Rauchstraße 43 (Lage)                                 | AMA-Maschinenbau                                                        | Verwaltungs- und Wohngebäude der Apparate-Maschinen-Armaturen Fabrik (AMA), um 1900–1915 | Verwaltungsgebäude zur Rauchstraße                       |
| 09080576 | Rauchstraße 43 (Lage)                                 | AMA-Maschinenbau                                                        | Werkshalle | Werkhalle                                                |
| 09080576 | Rauchstraße 43 (Lage)                                 | AMA-Maschinenbau                                                        | Die Apparate-Maschinen-Armaturen Fabrik (AMA) stellte verschiedene Maschinen für die chemische Industrie her. Für die benachbarten Kabelwerke Cassirer fertigte man spezielle Lackdrahtmaschinen. Zur Rauchstraße hin befindet sich das aus früherer Zeit stammende Verwaltungsgebäude, welches später um einen flachen Vorbau erweitert wurde. Es ist ein verputztes, zweigeschossiges Fachwerkhaus mit Satteldach und Zwerchgiebel. Hinter dem Verwaltungsgebäude schließt sich der Produktionsflügel mit einer zweigeschossigen Werkhalle aus Backstein an. Die durch Strebepfeiler gestützte Fassade ist untergliedert in zwei große Segmentbogenfelder und ist mit einem Kragsteingesims abgeschlossen. Zuletzt nutzte das Fabrikgebäude die Stahlverarbeitungsfirma Crampe. Anfang der 1990er-Jahre wurde die Maselake in die Planung für das Entwicklungsgebiet Wasserstadt Oberhavel einbezogen, worauf einige Betriebe (unter anderem die Firma Crampe) ihren Standort verlassen mussten. Die Übernahme des Grundstückes an der Rauchstraße durch den Entwicklungsträger scheiterte jedoch wegen der vorzeitigen Beendigung des Projekts Wasserstadt. Die Gebäude sind größtenteils ungenutzt, da die Firma Crampe zwischenzeitlich Insolvenz anmelden musste. |                                                          |
| 09080577 | Schützenstraße 15 (Lage)                              | Uhren- und Reglerhaus der Städtischen Gasanstalt Spandau                | 1909 | Uhren- und Reglerhaus der Städtischen Gasanstalt Spandau |
| 09085816 | Streitstraße 22 Goltzstraße 70–71 (Lage)              | Landhaus Francke                                                        | Einfamilienhaus, 1893, 1909 von Ernst Karl Francke | Foto                                                     |
| 09085816 | Streitstraße 22 Goltzstraße 70–71 (Lage)              | Landhaus Francke                                                        | 2 Wirtschaftsgebäude |                                                          |
| 09085816 | Streitstraße 22 Goltzstraße 70–71 (Lage)              | Landhaus Francke                                                        | „Dav. Francke Söhne“, gegründet 1817, war eine bedeutende Holzverarbeitungsfirma im Raum Berlin und Brandenburg. 1853 errichtete sie in Hakenfelde eine Dampfschneidemühle an der Streitstraße, wo später 1938 das Siemens-Luftfahrtgerätewerk erbaut wurde. 1981 sollte das Holzhaus abgerissen werden, was jedoch durch eine Hausbesetzung verhindert wurde. Die Besetzer renovierten das Anwesen und machten es wieder bewohnbar. Im selben Jahr wurde es unter Denkmalschutz gestellt. |                                                          |
| 09080578 | Triftstraße 8–9 Krienickesteig 2/4 (Lage)             | Feuerwache Spandau-Nord                                                 | Feuerwache, 1925–1926 von Johannes Glüer | Feuerwache Spandau-Nord                                  |
| 09080578 | Triftstraße 8–9 Krienickesteig 2/4 (Lage)             | Feuerwache Spandau-Nord                                                 | Steigerturm | Feuerwache Spandau-Nord                                  |
| 09080578 | Triftstraße 8–9 Krienickesteig 2/4 (Lage)             | Feuerwache Spandau-Nord                                                 | Dreigeschossiger Bau im Stil des Expressionismus mit rotem Backstein verblendet. Die Torseite ist durch zweigeschossige Erker mit aufgesetzten Zinnen untergliedert. Am Krienickesteig schließt sich ein eingeschossiges Werkstattgebäude sowie ein mit Zinnen besetzter Steigerturm an. Das mittlere Wagentor ist mit zwei aus der Fassade hervorspringenden Pferden verziert. Die Eingangstür ist mit abstrakt-expressionistischer Ornamentik versehen, darüber befinden sich zwei Figuren eines Feuerwehrmanns auf einer Kugel stehend und mit Fackeln in der Hand. Ebenfalls von Johannes Glüer: Hilfsschule Spandau (1926–1927) Weitere historische Fotos im Bildindex der Kunst und Architektur. |                                                          |
| 09085693 | Niederneuendorfer Allee 60A–60B (Lage)                | Umspannwerk Spandau                                                     | Umspannwerk, 1924–1925, 1927–1929, 1938 | Foto                                                     |
| 09085693 | Niederneuendorfer Allee 60A–60B (Lage)                | Umspannwerk Spandau                                                     | westliches Wohnhaus |                                                          |
| 09085693 | Niederneuendorfer Allee 60A–60B (Lage)                | Umspannwerk Spandau                                                     | östliches Wohnhaus |                                                          |

## Gartendenkmale
| Nr.      | Lage | Offizielle Bezeichnung               | Beschreibung                                                                  | Bild        |
| -------- | --- | ------------------------------------ | ----------------------------------------------------------------------------- | ----------- |
| 09046197 | Akazienweg 1–4 Aspenweg 6–14, 19–23 Birkenweg 1–3, 25–29 Buchenweg 3–13 Doehlweg 2/4 Eichenweg 1–22 Eschenweg 54/60, 72/74 Fichtenweg 58–101 Kastanienweg 1–2 Lindenweg 1–3 Tannenweg 1–58, 62–86 (Lage) | Waldsiedlung Hakenfelde, Gartenstadt | 1915–1917, Erweiterung 1931 (siehe auch Gesamtanlage Waldsiedlung Hakenfelde) | Foto · Foto |